# Floyd LeFlore
Floyd LeFlore (* 1940; † 6. September 2014) war ein US-amerikanischer Jazztrompeter und Komponist.

## Leben und Wirken
LeFlores Onkel war der Gitarrist Clarence „Bucky“ Jarman; er besuchte die Sumner Highschool, wo er in der Schulband Mellophon spielte. Während seiner Militärdienstes 1963–1965 begann er sich mit dem Trompetenspiel zu beschäftigen; nach seiner Entlassung arbeitete er mit Lester Bowie und Oliver Lake, blieb aber in St. Louis, als Bowie nach Chicago zog, und arbeitete im Umkreis von Musikern der Black Artists Group; Anfang der 1970er Jahre entstanden dann Aufnahmen u. a. mit Joseph Bowie, Baikida Carroll, Julius Hemphill, Oliver Lake, Bobo Shaw, Luther Thomas in verschiedenen losen Formationen, wie der Solidary Unit, Inc. oder dem Human Arts Ensemble. 1972/73 lebte er in Frankreich; anschließend arbeitete er bis 1977 mit J. D. Parran, für den er auch komponierte (Caterpillar Fish Sign), außerdem mit dem Saxophonisten John Norment und einer eigenen Formation mit dem Saxophonisten Freddie Washington. 1998 entstand sein Album City Sidewalk Street Song Suite.

## Diskografische Hinweise
- Human Arts Ensemble Featuring C. Bobo Shaw: Whisper Of Dharma (Arista, 1977)
- Oliver Lake: NTU: Point From Which Creation Begins (Freedom, 1976)
- Solidary Unit, Inc.: Red, Black and Green (1970) mit Bobo Shaw, Joseph Bowie, Oliver Lake, Baikida Carroll, Carl Richardson, Kada Kayan, Richard Martin
- Luther Thomas & The Human Arts Ensemble: Funky Donkey Vol. 1 & 2 (Creative Consciousness Records, 1977)
- Black Artists Group: For Peace and Liberty: In Paris Dec 1972 (ed. 2024)